# Guerre d'amour
Albums de Art Mengo
Un 15 août en février La mer n'existe pas
Guerre d'amour est le second album studio d'Art Mengo, sorti en 1992.

## Titres
1. Corre, corre
2. Gino
3. Nous nous désaimerons
4. À 40 ans, la femme
5. Magdeleine
6. Je suis incendie
7. Ma tombe
8. Agonies d'amour
9. Guerre d'amour
10. Le courant charrie
11. Tangos d'amour
12. Quand les mots se taisent